# SES
SES S.A. — оператор спутниковой связи. Эксплуатирует 65 спутников серий «Астра», O3b и других. Штаб-квартира расположена в Бецдорфе, Люксембург. Более трети выручки приходится на клиентов из США.

## История
Компания была основана в 1985 году под названием Société Européenne des Satellites, затем в 2001 году сменила название на SES Global, а с 2006 года вернулась к названию SES. Штаб-квартира и земная станция разместились в замке Бецдорф. Первый спутник («Астра 1A») был выведен на орбиту в 1988 году.
В 2000 году было куплено 50 % акций шведского оператора спутниковой связи NSAB, в 2010 году он был поглощён полностью и переименован в SES Astra. Компании принадлежала серия спутников Sirius, работавших на север и восток Европы, филиалы компании имелись в Латвии, России, Украине и Румынии.
В 2001 году была куплена компания GE Americom, принадлежавшая General Electric. В собственности Americom было 17 спутников, работавших на Северную Америку. В августе 2022 года была куплена компания DRS Global Enterprise Solutions, поставщик услуг спутниковой связи вооруженным силам; до этого она принадлежала американскому филиалу итальянской группы Leonardo.
В апреле 2024 года было достигнуто соглашение о поглощении американского спутникового оператора Intelsat.

## Собственники и руководство
Акции компании SES класса A котируются на бирже Euronext Paris и на Люксембургской фондовой бирже, тикер SESG. Акции класса B не обращаются на бирже, а принадлежат государственным органам Люксембурга. Крупнейшими акционерами (считая акции обоих классов) по состоянию на 2024 год были правительство Люксембурга (5,79 % акций и 11,58 % голосов), государственный сберегательный банк Люксембурга Banque et Caisse d'Épargne de l'État (5,44 % акций и 10,88 % голосов) и государственная инвестиционная компания Люксембурга Société Nationale de Crédit et d'Investissement (5,44 % акций и 10,88 % голосов).
- Франк Эссер — (Frank Esser) — председатель совета директоров с апреля 2020 года, также вице-председатель Swisscom. Ранее возглавлял французского оператора связи SFR.
- Адель Аль-Салех (Adel Al-Saleh) — генеральный директор с февраля 2024 года. Прежние места работы включают Deutsche Telekom, Northgate Information Solutions, IMS Health и IBM.

## Деятельность

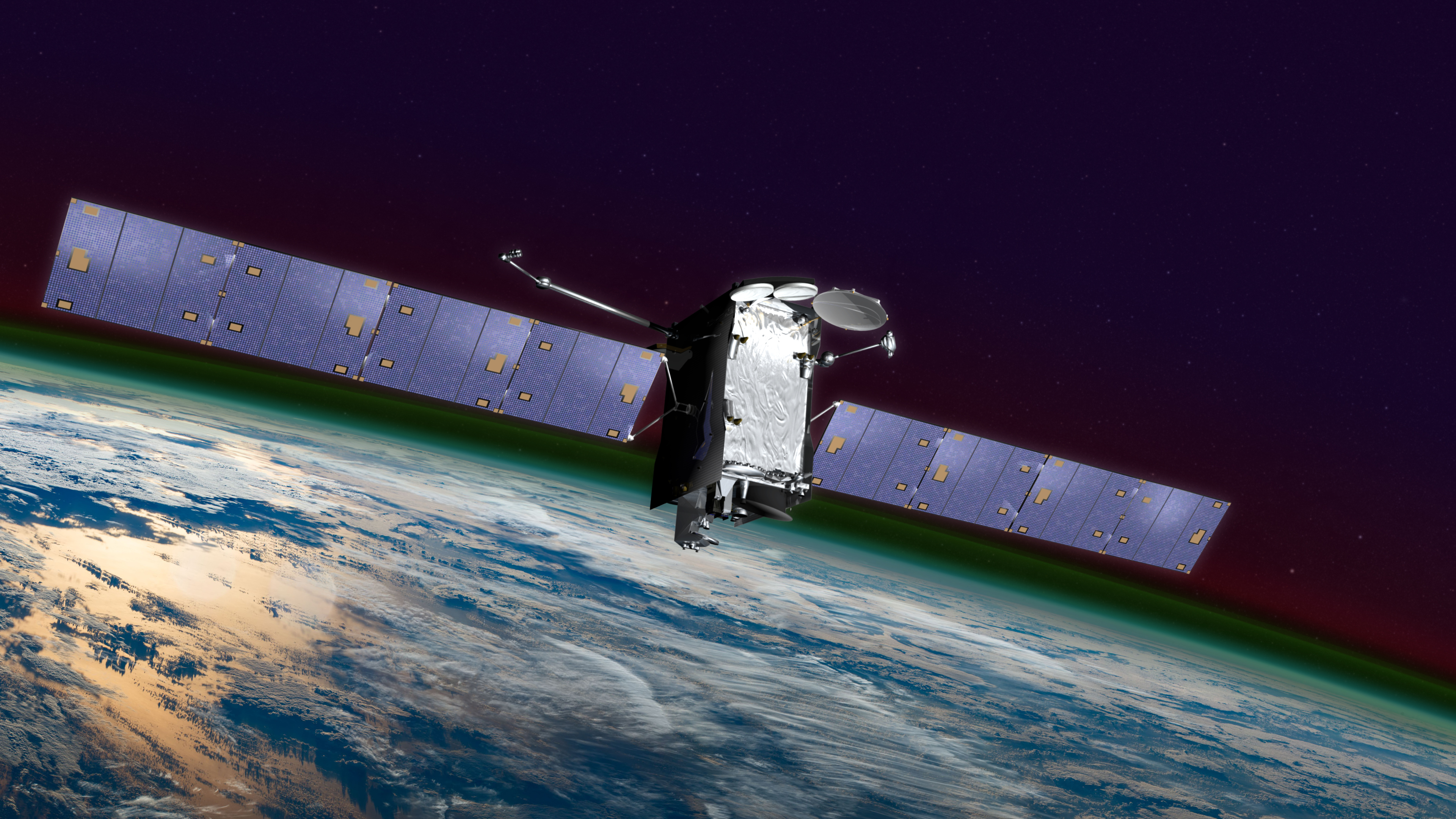
Спутник SES-14

SES является оператором спутниковой связи. Компании принадлежит 45 геостационарных спутников и созвездие из 20 спутников на средней орбите O3b. Наземная инфраструктура включает 30 телепортов (собственных или в партнёрстве) и волоконно-оптические сети.
Подразделения компании по состоянию на 2023 год:
- сети — передача данных для государственных органов США, стран Европы и других регионов, для операторов стационарной и сотовой связи, а также обеспечение связи для самолётов и морских судов; 52 % выручки;
- видео — спутниковое телевидение в Германии, Великобритании, Франции, Испании и других странах; 48 % выручки.

Выручка компании за 2023 год составила 2,03 млрд евро, из них на США пришлось 759 млн евро, на Германию — 329 млн евро, на Великобританию — 214 млн евро, на Францию — 78 млн евро, на Люксембург — 49 млн евро, на остальную Европу — 205 млн евро, на другие регионы — 396 млн евро.